# القوس العذراء (كتاب)
القوس العذراء هو مقال أدبي شهير للعلامة الأديب محمود محمد شاكر، نُشر أول مرة في مجلة الكتاب عام 1371هـ/1952م، ثم طُبع لاحقًا ضمن مجموعة أعماله. يُعد المقال من أبرز ما كتب شاكر من ناحية اللغة، والنقد، والعمق الثقافي، وقد نال إعجاب النخبة الأدبية العربية، واعتبره بعضهم بيانًا أدبيًا بليغًا.

## خلفية
كُتب مقال '''القوس العذراء''' في خمسينيات القرن العشرين، وهي فترة اتسمت باضطراب فكري كبير في مصر والعالم العربي، نتيجة ما خلّفته الحرب العالمية الثانية من تغيّرات ثقافية وسياسية واقتصادية. كان العالم العربي حينها يعاني من صدامات حضارية بين الأصالة والمعاصرة، وبين الإرث الثقافي العربي الإسلامي وموجات الحداثة الغربية القادمة من أوروبا.
في تلك الفترة، ساد ما يمكن تسميته بـ "الانبهار بالغرب"، وبدأت تظهر تيارات فكرية وأدبية تدعو إلى القطع مع التراث، وتبنّي أنماط الحياة والثقافة الأوروبية دون تمحيص. وقد اعتبر محمود شاكر أن هذا "الانبهار" لم يكن سوى تغريب ثقافي خطير يُفرغ الأمة من هويتها ولغتها وروحها.
ومن هذا المنطلق، كتب شاكر مقاله، ليُقدّم فيه نقدًا عميقًا للتقليد الأعمى للثقافة الغربية، مستعملًا لغة رمزية وشعرية ليدافع عن "القوس العذراء"، والتي تمثل في رمزيته "النقاء الثقافي" الذي لم ينجسه التغريب أو التشوه المعرفي. كانت "القوس" عنده رمزًا للهوية العربية النقية، التي يجب أن تُحمى وتُستعاد ,ولم يكن شاكر يتحدث عن رفض شامل للغرب، بل عن ضرورة التمييز بين الأخذ الواعي والنقل الأعمى. دعا في مقاله إلى أن يكون التراث العربي والإسلامي هو المنطلق في أي محاولة للتقدم، لا أن يُلقى جانبًا لصالح مفاهيم مستوردة لا تنتمي إلى البيئة العربية.

## مضمون المقال
يبدأ محمود شاكر مقاله بصورة رمزية يصف فيها "القوس العذراء"، كناية عن الفكر النقي الحرّ، ثم ينتقل إلى سرد تأملاته في الثقافة العربية، ويتتبع مظاهر الانحراف عن الأصالة ,يعتمد المقال على أسلوب عربي فصيح متين، ويستخدم الشاعرية في التراكيب، ما يجعل قراءته أقرب إلى تجربة أدبية ونقدية في آن واحد.

## النشر
نُشر المقال لأول مرة في مجلة الكتاب عام 1952م، ثم أُعيد نشره ضمن مؤلفات شاكر لاحقًا، خصوصًا في مجلد "أباطيل وأسمار". وقد لاقى اهتمامًا واسعًا في الأوساط الثقافية، ويُعاد نشره في دراسات عديدة عن فكر شاكر.